# Scott Rudin
Scott Rudin (født 14. juli 1958) er en prisbelønnet amerikansk film- og teaterproducer.

## Opvækst
Scott Rudin er født og opvokset i New York City-området. Scott Rudin arbejde i begyndelse som assistent for en teaterproducer og fortsatte med dette under andre i diverse broadwaystykker. Rudin begyndte småt, men i 1980'erne og 90'erne tog hans karriere som filmproducer fart, og snart producerede han flere store film.

## Karriere
Scott Rudin er en de mest markante filmproducere i det moderne Hollywood. Hans medvirken til skabelsen af så forskellige film som det intense drama The Hours og komediefilmen Zoolander gør Scott Rudin til en af de mest aktive indenfor branchen. Ved Oscaruddelingen 2008 var Scott Rudin nomineret i kategorien for Bedste Film for hele to film og han endte med at vinde statuetten for No Country for Old Men. 

## Filmografi
- The Truman Show (1998)
- Sleepy Hollow (1999)
- South Park: Bigger, Longer & Uncut (1999)
- Wonder Boys (2000)
- Shaft (2000)
- Zoolander (2001)
- The Royal Tenenbaums (2001)
- The Hours (2002)
- School of Rock (2003)
- The Village (2004)
- The Queen (2006)
- No Country for Old Men (2007)
- There Will Be Blood (2007)
- Doubt (2008)